# M2 (ракета)
М2 — французька балістична ракета підводного запуску, у французькій термінології — Mer-Sol-Ballistique-Stratégique (MSBS; укр. «Стратегічна балістична ракета-Море-Поверхня»). Еволюційний розвиток ракети М1. Носіями ракет М2 були атомні підводні ракетоносці типу Редутабль з 16-ма ракетами на борту. Прийнята на озброєння у 1973 році. Починаючи з 1977 року поступово замінялася на більш досконалу ракету M20.

## Історія
Ідея створення підводних човнів, озброєних балістичними ракетами з ядерним зарядом, виникла у Франції в той же період, що і в СРСР та США — у першій половині 1950-х років. Перші спроби практичної реалізації проєкту такого підводного човна успіху не мали, зіткнувшись у другій половині 1950-х років із труднощами у створенні атомного реактора. Готової ракети придатної до розміщення на підводному човні у Франції те ж не було. У 1960 році, опираючи на принципи незалежної політику Шарля де Голля і побоюючись втягування у можливий конфлікт на стороні НАТО, влада Франції відкинула пропозиції США щодо постачання БРПЧ типу «Поларіс А-1» та про надання допомоги у завершенні будівництва Атомних Підводних Човнів з Ракетами Балістичними (абревіатура — ПЧАРБ; англ. SSBN) у трирічний термін.
Приймаючи, 1963 року, остаточне рішення про створення ракетно-ядерної зброї морського базування, військове керівництво Франції, базуючись на американському досвіді та прогнозі розвитку технологій, вирішило нарощувати бойові можливості своїх ракетоносців поетапно. Дотримуючись, на відміну натовської, ядерної доктрини «стримування» і враховуючи власне географічне розташування, стратегічні ядерні сили Франція формує основний акцент на їх морський компонент.
Окрилені успіхами зі створення у другій половині 1960-х років власної твердопаливної БРПЧ типу MSBS M1 на сумішевому паливі представники ВПК Франції виходили з можливостей подальшого поступового вдосконалення ракет на порівняно великий період часу. Виходячи з цього активно почали будувати підводні човни, оснащені балістичними ракетами (ПЧАРБ), які мали оснащуватися більш досконалими ракетами в міру їх надходження на озброєння.
У 1969 році, не чекаючи завершення випробувань M1 і введення в дію першого човна «Редутабль», в Аеропасьяль (на той момент ще державним об'єднанням SEREB (фр. Societe d'etudes et de realisation d'engines ballistiques — Центр з вивчення та розробки балістичних ракет) з субпідрядниками: Nord Aviation по першому щаблі ракети і Sud Aviation по другому щаблі та головній частині), було розпочато роботи зі створення ракети зі збільшеною дальністю M2. Схвалення Міністерства збройних сил Франції на проєкт було отримано на початку 1971 року.
Льотні випробування MSBS M2 пройшли в розташованому на Атлантичному узбережжі Франції  Ландському випробувальному центрі (біля Біскарросса в період з січня по 20 липня 1973 року, в ході яких було виконано три пуски ракети:
- перший пуск з дослідного човна S655 «Жимнот»[en];
- другий пуск зі штатного ракетоносця S610 «Фудруайян»[fr];
- третій запуск із наземного стенда випробувального центру.

У 1974 році ракета М2 була прийнята на озброєння, першою її отримала третий побудований ПЧАРБ «Фудруайян», вже у вересні 1974 року він вийшов на бойове патрулювання.
Другим човном оснащеним M2 став перший човен серії — «Редутабль», що вийшов на бойове патрулювання з попередницею M1 у січні 1972 року. 1975 року його завели в док у Бресті для профілактичного ремонту та перезарядки реактора, а також для переозброєння на ракети М2, у квітні 1976 року він знову вийшов у плавання.
Другий човен серії «Террібль» озброєний M1, який в 1976 році став у док, після 13 виходів у патрулювання, був переозброєний відразу на ракети М20. Наступні човни «Індомтабль» та «Ле Тоннант» вступали до строю вже з M20, а «Інфлексібль» з ракетою M4, що має роздільну головну частину з блоками індивідуального наведення.
До кінця 1970-х років обидва човни, які мали M2 на борту — «Фудруайян» і «Редутабль», при чергових заходах у док на регламент також були переоснащені на M20.

## Тактико-технічні характеристики
- Стартова вага: 19 500 кг
- Довжина: 10,67 метра
- Діаметр: 1,52 метри
- Головна частина: моноблочна, ядерна боєголовка MR 41 потужністю 0,5 Мт[2]
- Маса головної частини: 1360 кілограмів
- Максимальна дальність: 3200 км
- Максимальна висота траєкторії (апогей): 600 км.
- Точність (кругове імовірне відхилення): 2 км
- 1-й ступінь: Р-10 з РДТП SEP 904
  - Маса 1-го ступеня — 11 300 кг
  - Довжина 1-го ступеня — 4,6 м
  - Матеріал корпусу РДТП — сталь Vascojet 1000
  - Паливо — суміш, ізолан
  - Реактивний рух ДК — 440 кН (на рівні моря) (42 т за іншими даними)
  - Тривалість роботи — 50 сек.
  - Органи управління — 4 поворотні сопла
- 2-й ступінь: РДТП Rita II
  - Маса 2-го ступеня — 6 500 кг
  - Довжина 2-го ступеня — 3,0 м
  - Матеріал корпусу РДТП — склопластик (намотка)
  - Паливо — сумішеве, бутилан
  - Тяга ДК — 28 т
  - Тривалість роботи — 60 сек.
  - Органи управління — упорскування фреону
- Система керування: автономна, інерційна